# Taft (Californie)
Pour les articles homonymes, voir Taft.
Taft est une municipalité du comté de Kern, en Californie, aux États-Unis. Elle est construite directement sur le champ pétrolifère de Midway-Sunset.

## Démographie
| 1920  | 1930  | 1940  | 1950  | 1960  | 1970  |
| ----- | ----- | ----- | ----- | ----- | ----- |
| 3 317 | 3 442 | 3 205 | 3 707 | 3 822 | 4 285 |

| 1980  | 1990  | 2000  | 2010  | - | - |
| ----- | ----- | ----- | ----- | - | - |
| 5 316 | 5 902 | 6 400 | 9 327 | - | - |

## Personnalités liées à la municipalité
- Murray Lee Eiland (1936-) : universitaire né à Taft.
- Loren Cunningham (1935-2023), missionnaire chrétien américain né à Taft.